# Melanocanthon bispinatus
Espèce
Synonymes
- Canthon bispinatus (Robinson, 1941)

Melanocanthon bispinatus est une espèce d'insectes coléoptères de la famille des Scarabaeidae qui se rencontre dans l'Est de l'Amérique du Nord. Il peut atteindre de 6 à 10 mm de long, voire davantage.

## Description
Sa livrée est noire et terne, à reflets gris argenté et au tégument très finement ponctué. Sa tête est oblongue, les côtés maculés de gris argenté. Ses antennes présentent un apex composé de trois articles ovales et mobiles.
Son pronotum est particulièrement large, soit 1,6 fois plus large que long, et qui couvre plus du tiers de la longueur du corps. Les flancs antérieurs présentent une marge quelque peu évasée. Ses élytres forment un gros cône 1,3 fois plus large que long. Ses tibias et ses tarses présentent de petites épines noirâtres.

## Répartition
Il se rencontre depuis la côte Est américaine, du Québec jusqu'au Mississippi.

## Cycles
L'adulte se rencontre d'avril à juillet, et jusqu’en octobre en Caroline du Sud.